# Bükkszoldobágy
Bükkszoldobágy (románul Solduba) falu Romániában, Szatmár megyében. Középhomoród községközponthoz tartozik.

## Fekvése
Szatmárnémetitől délkeletre, Felsőhomoród és Meddes közt fekvő település. A mellette található  Oțeloaia-tó kedvelt kirándulóhely.

## Története
Szoldobágy (Bikkszoldobágy) neve 1346-ban tűnt fel először az oklevelekben. Ekkor Machhyádi Miklós birtoka volt, aki azt Karuly Simonnak adta zálogba nyolc gyráért.
1475-ben  neve Zaldobagh néven szerepelt az oklevelekben.
A 16. század elejétől az Erdődi uradalomhoz tartozott, és az uradalom része volt egészen a szatmári békéig, ekkor gróf Károlyi Sándor szerezte meg.
A 20. század elején nagyobb birtokosa nem volt, ekkor Szatmár vármegye Erdődi járásához tartozott.
Az 1910-es összeíráskor 600 lakosa volt, melyből 10 magyar, 24 német, 550 román, ebből 568 görögkatolikus, 6 református, 25 izraelita volt.